# 福田良三
福田 良三（ふくだ りょうぞう、1889年（明治22年）11月1日 - 1980年（昭和55年）3月26日）は、日本の海軍軍人。最終階級は海軍中将。

## 略歴
熊本県玉名市出身。旧制熊本県立玉名中学校より海軍兵学校第38期入校。入校時成績順位は150名中第122位、卒業成績順位は149名中第50位。
福田は海軍大学校甲種課程修了後も艦船乗組ばかりで、本省勤務や在外公館駐在勤務の類が全く無く、特に目立った経歴は見出せない。海軍中佐に任官した頃から中国方面の勤務が多くなる。昭和14年に海南島根拠地隊司令官に就任した際に、同島の治安状態が極めて悪く、高級士官が狙い撃ちされ作戦遂行への懸念から、周囲が猛反対する中で指揮官先頭の精神を自ら発揮して渡名喜守定参謀長と共に匪賊討伐に当る。
戦後は中華民国上海戦犯裁判所でB級戦犯に指名され苦渋の数年間を送った。

## 年譜
- 1889年（明治22年）11月1日- 熊本県玉名郡高瀬町（現玉名市）生
- 1902年（明治35年）4月1日- 熊本県立玉名中学校入学
- 1907年（明治40年）3月31日- 熊本県立玉名中学校卒業
  - 9月21日- 海軍兵学校入校 入校時成績順位150名中第122位
- 1910年（明治43年）7月18日- 海軍兵学校卒業 卒業時成績順位149名中第50位・任 海軍少尉候補生・2等巡洋艦「笠置」乗組
  - 10月16日- 練習艦隊遠洋航海出発 ホノルル~サンフランシスコ~サンペドロ~マンサニージョ~アカプルコ~パナマ~アカプルコ~ホノルル方面巡航
- 1911年（明治44年）3月6日- 帰着
  - 3月23日- 戦艦「肥前」乗組
  - 11月10日- 3等巡洋艦「須磨」乗組
  - 12月1日- 任 海軍少尉
- 1912年（大正元年）12月20日- 海軍砲術学校普通科学生
- 1913年（大正2年）6月3日- 海軍水雷学校普通科学生
  - 12月1日- 任 海軍中尉・3等駆逐艦「白雲」乗組
- 1914年（大正3年）12月1日- 装甲巡洋艦「吾妻」乗組
- 1915年（大正4年）4月1日- 舞鶴鎮守府舞鶴海兵団附
  - 8月23日- 装甲巡洋艦「吾妻」乗組 海軍少尉候補生指導官附 
  - 12月16日- 練習艦隊近海航海出発 佐世保~仁川~旅順~大連~鎮海~舞鶴~鳥羽方面巡航
- 1916年（大正5年）4月3日- 帰着
  - 4月20日- 練習艦隊遠洋航海出発 香港~シンガポール~フリーマントル~メルボルン~シドニー~ウェリントン~オークランド~ヤルート~ポナペ~トラック~父島方面巡航 
  - 8月22日- 帰着
  - 9月1日- 呉鎮守府防備隊兼第1潜水艇隊附
  - 12月1日- 海軍大学校乙種学生
- 1917年（大正6年）4月1日- 任 海軍大尉
  - 5月1日- 海軍水雷学校高等科第16期学生
  - 11月30日- 海軍水雷学校高等科修了
  - 12月1日- 第1潜水艇隊長
- 1918年（大正7年）12月1日- 第12潜水艇隊長
  - 12月13日- 横須賀鎮守府附兼工作船「関東」分隊長
- 1919年（大正8年）7月24日- 横須賀鎮守府防備隊附
  - 12月1日- 第14潜水隊潜水艦長心得
- 1920年（大正9年）4月30日- 第17潜水艦隊潜水艦長心得
  - 10月11日- 第2潜水隊潜水艦長心得
  - 10月20日- 兼 水雷学校教官
  - 12月1日- 海軍大学校甲種第20期学生
- 1922年（大正11年）11月26日- 海軍大学校甲種卒業 卒業時成績順位26名中第26位
  - 12月1日- 任 海軍少佐・海軍潜水学校教官
- 1923年（大正12年）12月1日- 第23潜水艦長 兼 潜水学校教官
- 1924年（大正13年）1月10日- 免 潜水学校教官
  - 4月1日- 第二潜水戦隊参謀
- 1925年（大正14年）12月1日- 第4号駆逐艦長
- 1926年（大正15年）12月1日- 2等駆逐艦「帆風」艦長
- 1927年（昭和2年）4月1日- 横須賀鎮守府附
  - 5月1日- 第二潜水戦隊司令部附
  - 6月25日- 海軍大学校教官
  - 12月1日- 任 海軍中佐
- 1929年（昭和4年）8月10日- 第1遣外艦隊参謀
- 1930年（昭和5年）8月15日- 佐世保鎮守府附
  - 11月15日- 重巡洋艦「羽黒」副長
- 1931年（昭和6年）11月2日- 第28潜水隊司令
- 1932年（昭和7年）12月1日- 任 海軍大佐
- 1933年（昭和8年）11月15日- 海軍大学校教官
- 1935年（昭和10年）11月15日- 海軍軍令部出仕
  - 12月11日- 欧米出張
- 1936年（昭和11年）8月23日- 帰朝
  - 11月16日- 重巡洋艦「那智」艦長
- 1937年（昭和12年）12月1日- 横須賀鎮守府防備隊司令
- 1938年（昭和13年）4月20日- 馬公要港司令部附
  - 4月30日- 台北在勤海軍駐在武官
  - 11月15日- 任 海軍少将
- 1939年（昭和14年）11月15日- 海南島根拠地隊司令官
- 1940年（昭和15年）11月15日- 呉鎮守府出仕
- 1941年（昭和16年）4月10日- 海軍軍令部出仕
  - 4月25日- 支那方面艦隊司令部附
  - 5月7日- 兼 興亜院厦門連絡部長官
- 1942年（昭和17年）5月1日- 任 海軍中将
  - 8月1日- 軍令部出仕
  - 10月15日- 南西方面艦隊司令部附
  - 10月20日- 第2南遣艦隊附第22特別根拠地隊司令官
- 1943年（昭和18年）7月14日- 勲一等瑞宝章受章
  - 11月8日- 軍令部出仕
  - 11月30日- 高雄警備府司令長官
- 1945年（昭和20年）5月10日- 支那方面艦隊司令部附
  - 5月15日- 支那方面艦隊司令長官
  - 9月9日- 南京降伏文書調印式署名調印
- 1946年(昭和21年)7月15日- 予備役編入
  - 12月10日- B級戦争犯罪人指定 身柄拘束
- 1947年(昭和22年)11月28日-公職追放仮指定を受ける[1]
- 1948年(昭和23年)5月31日-中華民国上海裁判にて有期徒刑15年の判決を受ける
- 1952年（昭和27年）3月1日- 身柄仮釈放
- 1980年（昭和55年）3月26日- 死去 享年90